# Scevola Mariotti
Scevola Mariotti (Pesaro, 24 aprile 1920 – Roma, 6 gennaio 2000) è stato un latinista e filologo classico italiano.
Insieme a Luigi Castiglioni curò per la casa editrice Loescher uno dei più diffusi dizionari italiano-latino, l'IL - Vocabolario della lingua latina.

## Biografia
Studiò presso l'Università di Pisa e la Scuola Normale Superiore, vincitore del concorso per la classe di lettere classiche, insieme al futuro Presidente della Repubblica Italiana Carlo Azeglio Ciampi.
Mariotti, dopo esser stato professore di greco e latino al Liceo "Mamiani" di Pesaro, dove il padre insegnava francese (autore, negli anni '50, di un Vocabolario Francese - Italiano, Italiano - Francese), ricoprì la cattedra di letteratura latina dal 1949 presso l'Università di Urbino, quindi dal 1963 quella di filologia classica all'Università "La Sapienza" di Roma.
Ideò e sviluppò il Catalogus Philologorum Classicorum (CPhCl), un progetto di raccolta di oltre cinquemila schede biografiche sugli studiosi di filologia classica nati tra il 1850 e il 1950, poi portato avanti dal dipartimento di filologia classica dell'università di Pisa e dal dipartimento di archeologia e filologia classica dell'università di Genova (Progetto Aristarchus).
Si dedicò soprattutto allo studio della letteratura latina arcaica, e in particolare a Livio Andronico ed Ennio, sui quali scrisse opere fondamentali. Si occupò inoltre dei grammatici latini tardo-antichi, della cultura e della poesia del tempo, oltre che di problemi di filologia medievale e filologia umanistica.
Negli anni d'insegnamento a Urbino, e soprattutto presso la "Sapienza" di Roma, formò una vera e propria scuola filologica (che si occupò sia di latino classico sia di latino medievale e umanistico): tra i suoi allievi vi furono i docenti universitari Anna Meschini Pontani, Piergiorgio Parroni, Leopoldo Gamberale, Mario De Nonno, Silvia Rizzo, Marina Passalacqua, Luigi Munzi, Guido Domenico Michele Pette.
Dal 1980 al 1999 diresse la Rivista di filologia e di istruzione classica.
Dal 1992 curò l'Enciclopedia oraziana, che uscì in tre volumi.
Morì il 6 gennaio 2000 in una clinica di Roma.